# Hayrullah Fişek

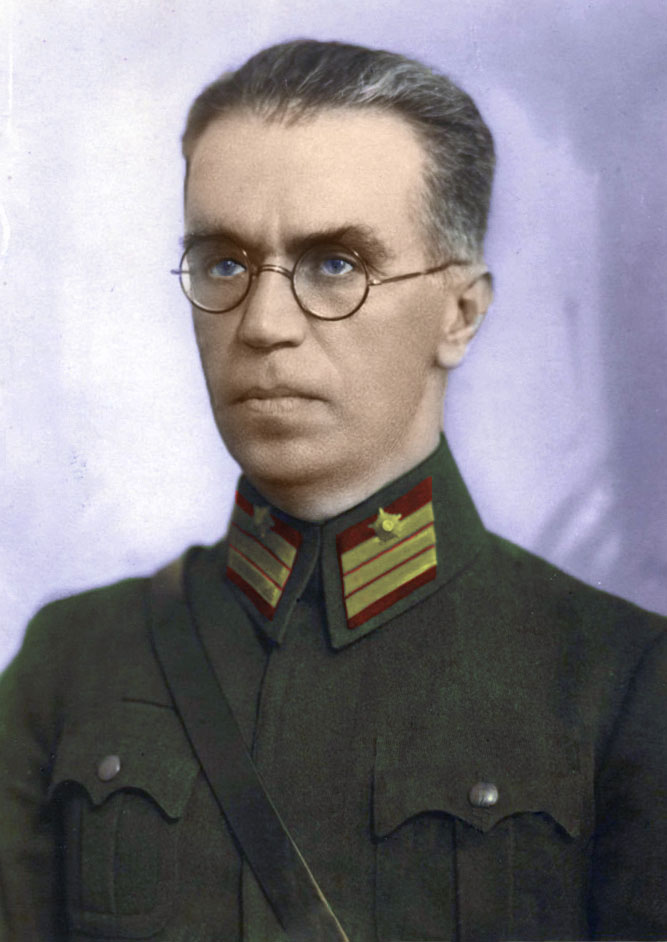
Hayrullah Fişek (1932)

Hayrullah Fişek (* 3. Juni 1885 in Tetovo; † 13. Juli 1975 in Ankara) war ein türkischer Berufsoffizier (zuletzt Generalmajor) und Politiker. 

## Leben
1901 trat Hayrullah Fişek in die Osmanische Militärakademie ein, die er 1904 erfolgreich abschloss. Kurz danach trat er als Unterleutnant der Infanterie (türkisch: Mülazım-ı Sani) in das osmanische Militär ein. 1906 trat er in eine Militärakademie ein, die er als Hauptmann (türkisch: Mümtaz Yüzbaşı) mit Auszeichnung abschloss.
Im Türkischen Befreiungskrieg war er Stabschef des Provisorischen Korps während der Schlacht am Sakarya, später in gleicher Position auch beim XIV. Korps, der Gruppe Kocaeli und beim III. Korps. Ab diesem Zeitpunkt hatte er bereits den Rang eines Oberstleutnants inne. Im weiteren Verlauf des Krieges nahm er auch an der Schlacht um Bergama teil. Für seine Leistungen im Krieg erhielt Fişek die İstiklâl Madalyası.
Später war er Staatssekretär im Ministerium für Nationale Verteidigung. 1946 wurde er in den Ruhestand verabschiedet.

### Familie
Hayrullah Fişek war türkisch-albanischer Herkunft und entstammte der renommierten Fişek-Familie aus Tetovo (auf Türkisch: Kalkandelen). Seine Eltern waren Hafiz Süleyman Efendi (1849–1894), ein Beamter im Grundbuchamt, und Fatma Hanko (1847–1930), Scheich Mustafa Efendi Ruhis Tochter. Er hatte eine Schwester namens Hatice (1873–1902) und drei Brüder: Abdulhamit Bey (1866–1917), einen Finanzbeamten, Nuri Bey (1878–1945) und Zekeriya Bey (1880–1932). Die letzten beiden waren ebenfalls Offiziere der Türkischen Armee. Hayrullah war mit Mukaddes Fişek (1891–1958) verheiratet und hatte zwei Söhne: Nusret Fişek MD (1914–1990), Staatssekretär im Ministerium für Gesundheit, und Hicri Fişek (1918–2002), Professor für Internationales Recht.